# Lucky's First Love
Lucky's First Love (chino simplificado: 世界欠我一个初恋; pinyin: Shi Jie Qian Wo Yi Ge Chu Lian), es una serie de televisión china transmitida del 25 de septiembre del 2019 hasta el 17 de octubre del 2019 por iQiyi.
La serie está basada en la novela "Shi Jie Qian Wo Yi Ge Chu Lian" de An Si Yuan.

## Sinopsis
Sigue la historia del primer amor desde la perspectivas de tres parejas en el lugar de trabajo.
Xing Yu es una joven independiente y llena de potencial que es reclutada por Xia Ke, un hombre decidido y testarudo, que se niega a hacerse cargo del negocio familiar y decide a abrir su propio negocio, para que trabaje en su compañía de juegos. En el cambio de artista de bocetos a diseñadora de juegos, Xing Yu experimenta demasiados obstáculos y situaciones extremas mientras trata con su jefe. Aunque constantemente se molestan, sus acciones los acercan más y ambos comienzan a enamorarse.

## Reparto

### Personajes principales[4]
| Actor        | Personaje | N.º de episodios | Notas |
| ------------ | --------- | ---------------- | --- |
| Xing Zhaolin | Xia Ke    | 24               | Es el fundador de su propia compañía de juegos, un joven talentoso, inteligente y amable, pero testarudo. |
| Bai Lu       | Xing Yun  | 24               | Es una joven brillante y emprendedora, así como capaz e inteligente.                                      |

### Personajes secundarios
| Actor                              | Personaje | N.º de episodios | Notas |
| ---------------------------------- | --------- | ---------------- | ----- |
| Di Zilu (翟子路)                   | Ah Yu     | -                |       |
| Chen Haolan (陈昊蓝 / Anna Hollen) | Yao Qing  | -                |       |
| Liu Ruoyan (刘若嫣)                | Shen Qing | -                |       |
| Huang Jidong (黄继栋)              | Chu Nan   | -                |       |
| Zhai Zilu                          | He Yu     | -                |       |

### Otros personajes
| Actor                | Personaje   | N.º de episodios | Notas |
| -------------------- | ----------- | ---------------- | ----- |
| Zhou Ruijun (周睿君) | Zhang Sirui | -                |       |

## Episodios
La serie está conformada por 24 episodios, los cuales son emitidos todos los miércoles, jueves y viernes a través de iQiyi.

## Producción
La serie también es conocida como "The World Owes Me A First Love" y está basada en la novela "Shi Jie Qian Wo Yi Ge Chu Lian" (世界欠我一个初恋) de An Si Yuan (安思源).
Fue dirigida por Chen Shiyi (陈世峄), quien contó con el apoyo de los guionistas Zhang Ying (张盈) y Zhu Zitao (朱子韬).
Mientras que la producción estuvo en manos de Dai Ying (戴莹).
Las filmaciones de la serie comenzaron el 31 de agosto del 2018 en Suzhou y Shanghái.
La serie contó con el apoyo de las compañías de producción "iQIYI Science & Technology" y "Helichenguang International Culture Media".